# Granboulan
Granboulan je priimek več oseb:
- Louis Granboulan, francoski matematik
- Pierre-Jean-Raymond Granboulan, francoski general